# Mestre Calcio 2002-2003
Questa pagina raccoglie le informazioni riguardanti il Mestre Calcio nelle competizioni ufficiali della stagione 2002-2003.

## Rosa
| N. |                   | Ruolo | Calciatore            |
| -- | ----------------- | ----- | --------------------- |
|    | Italia (bandiera) | C     | Salvatore Amico       |
|    | Italia (bandiera) | A     | Mattia Bertotto       |
|    | Italia (bandiera) | D     | Luca Bocchino         |
|    | Italia (bandiera) | C     | Andrea Bompan         |
|    | Italia (bandiera) | C     | Giuliano Camporese    |
|    | Italia (bandiera) | D     | Andrea Camussi        |
|    | Italia (bandiera) | A     | Alessandro Castellano |
|    | Italia (bandiera) | P     | Lorenzo Cima          |
|    | Italia (bandiera) | A     | Vincenzo Cosa         |
|    | Italia (bandiera) | C     | Vincenzo De Franco    |
|    | Italia (bandiera) | D     | Andrea Di Cintio      |
|    | Italia (bandiera) | C     | Vincenzo D'Isanto     |
|    | Italia (bandiera) | D     | Pietro Esposito       |
|    | Italia (bandiera) | C     | Stefano Favret        |
|    | Italia (bandiera) | C     | Vincenzo Ferrieri     |
|    | Italia (bandiera) | A     | Flavio Gagliardini    |

| N. |                   | Ruolo | Calciatore           |
| -- | ----------------- | ----- | -------------------- |
|    | Italia (bandiera) |       | Ippolito             |
|    | Italia (bandiera) | C     | Isidoro Izzo         |
|    | Italia (bandiera) | P     | Andrea Foresti       |
|    | Italia (bandiera) | P     | Manuel Maggiolo      |
|    | Italia (bandiera) | C     | Nicola Marangon      |
|    | Italia (bandiera) | D     | Andrea Milani        |
|    | Italia (bandiera) | P     | Nicola Montanari     |
|    | Italia (bandiera) | C     | Cristian Pallanch    |
|    | Italia (bandiera) | A     | Roberto Pasca        |
|    | Italia (bandiera) | D     | Andrea Quaresimini   |
|    | Italia (bandiera) | C     | Riccardo Rimondini   |
|    | Italia (bandiera) | D     | William Rosati       |
|    | Italia (bandiera) | C     | Nicola Sanna         |
|    | Italia (bandiera) | D     | Tommaso Sansone      |
|    | Italia (bandiera) | D     | Agostino Siviero     |
|    | Italia (bandiera) | C     | Sebastiano Vecchiola |